# Pseudocalotes floweri
Pseudocalotes floweri är en ödleart som beskrevs av  George Albert Boulenger 1912. Pseudocalotes floweri ingår i släktet Pseudocalotes och familjen agamer. Inga underarter finns listade i Catalogue of Life.